# 白武季樹
白武 季樹（しらたけ としき、2004年6月3日 - ）は、日本の俳優、元子役。兵庫県出身。元劇団ひまわり所属。

## 出演
テレビドラマ
- 純と愛（NHK総合テレビ、2012年）
- 長谷川町子物語〜サザエさんが生まれた日〜（フジテレビ、2013年11月29日）
- 最後の証人（テレビ朝日、2015年1月24日）

映画
- 君の名は。（2016年8月26日）
- 本能寺ホテル（2017年1月14日）

CM
- ぷらすあるふぁ
- ユニバーサル・スタジオ・ジャパン
- 大阪ガス

再現VTR
- ビーバップ!ハイヒール（朝日放送テレビ）黒澤明の友達役

その他
- 学ぼうBOSAI（NHKEテレ）雷から身を守ろう（2014年6月5日）